# 코요테담배
코요테담배(학명: Nicotiana attenuata)는 미국 중서부의 건조한 사막기후에서 자라고 있는 야생담배이다.